# Gruyères (Friburgo)
Gruyères (en alemán Greyerz) es una ciudad histórica y comuna suiza del cantón de Friburgo, ubicada en el distrito de Gruyère al cual da su nombre. 

## Geografía
Situada en el centro de los prealpes friburgueses, la comuna es atravesada por el Sarine. La comuna da su nombre además al lago de la Gruyère. Limita al norte con los municipios de Bulle y Le Pâquier, al noreste con Broc, al este con Charmey, al sur con Bas-Intyamon y Haut-Intyamon, y al oeste con Semsales, Vaulruz y Vuadens.

## Historia

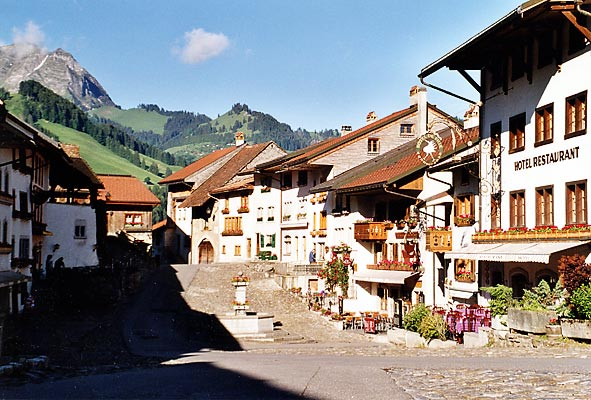
La ciudad medieval.

El castillo, uno de los más imponentes de Suiza, preside majestuosamente la pequeña ciudad medieval. Diecinueve condes residieron en él entre los siglos XI y XVI. Miguel, el último conde de Gruyères, tuvo problemas financieros, que le llevaron a declararse en bancarrota en 1554. Los acreedores, las ciudades de Friburgo y Berna, se repartieron entre sí sus tierras. 
El castillo de Gruyères se convirtió en sede de los corregidores de Friburgo (1555-1798), de los prefectos (1804-1815) y, finalmente, de los jefes de distrito, que residieron aquí hasta 1848. Puesto a la venta, pasó a ser propiedad de la familia Bovy y, más tarde, de la familia Balland, quienes lo utilizaron como residencia veraniega y, junto con sus amigos artistas, lo restauraron. En 1938, el Estado de Friburgo readquiere el Castillo para fundar en él un museo. Desde 1993, una Fundación se encarga de la gerencia del lugar y se ocupa de la conservación y de la puesta en valor de los edificios y de la colección.

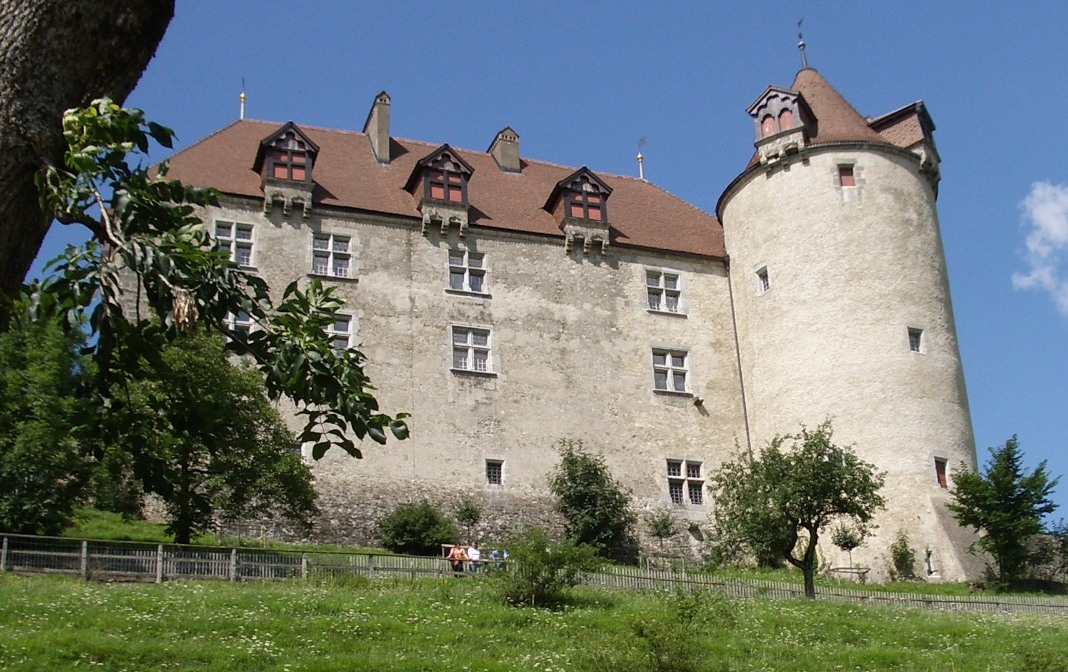
Castillo de Gruyères.

La visita ofrece un paseo a través de ocho siglos de arquitectura, de historia y de cultura. La planta arquitectónica del castillo se remonta a finales del siglo XIII y reproduce un sistema constructivo muy extendido, llamado “cuadrado de Saboya”. El final del siglo XV va a marcar una etapa gloriosa. En 1476, el conde Louis (1475-1492) participa en la Guerra de Borgoña en el bando de los Confederados. Tras este hecho histórico, se llevarán a cabo trabajos de modernización: instalación de la explanada con su capilla, la escalera de caracol del patio interior y la transformación del cuerpo del edificio. El castillo pierde así su aspecto de fortaleza y se convierte en una residencia señorial. En los siglos XVII y XVIII, los corregidores de Friburgo disponen interiores barrocos. A partir de 1850, J.-B. Camille Corot, Barthélemy Menn y otros reconocidos artistas pintan paisajes de inspiración romántica, así como escenas historicistas. Obras de arte fantástico, exposiciones temporales y animaciones marcan el paso hacia el siglo XXI.

## Gastronomía
La comuna es seguramente conocida por la producción de queso gruyer, uno de los quesos más apreciados en Suiza, protegido por una AOC. También se producen otros tipos de queso como el Vacherin fribourgeois, también protegido por una AOC suiza.